# Montserrat (ostrov)
Montserrat je ostrov v Karibském moři, objevený v roce 1493 Kryštofem Kolumbem, který jej pojmenoval podle vápencové hory a katalánské národní svatyně Montserrat. Montserrat je zámořským územím Velké Británie. Jeho hlavní město Plymouth muselo být opuštěno kvůli katastrofální erupci stratovulkánu Soufrière (18. července 1995).

## Historie

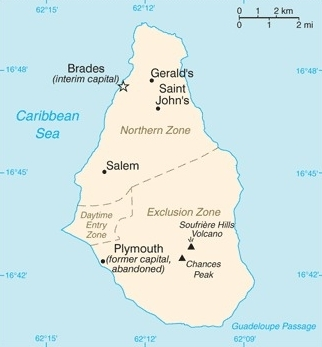
Mapa ostrova

V době Kolumbova připlutí byl ostrov obydlen Arawaky a Kariby. Kolumbus na ostrov připlul v roce 1493 a nazval jej Santa María de Montserrat podle kláštera Montserrat v Katalánsku ve Španělsku. Ostrov přešel pod britskou kontrolu v roce 1632, když sem připlula skupina irských katolíků, prchajících před náboženskou persekucí. Během 17. a 18. století byli na ostrov přiváženi otroci (podobně jako na ostatní karibské ostrovy) a základem ekonomiky se stala produkce cukru, rumu a bavlny. V 60. letech 17. století se přes ostrov přehnala anglicko-francouzská válka o vliv v koloniích, která zničila většinu plantáží. K válečné pohromě se navíc přidal silný hurikán, který způsobil další škody. Ekonomika ostrova se zotavila až počátkem 18. století.
V roce 1782, v průběhu Americké války za nezávislost, byl Montserrat krátce obsazen Francouzi, bojujícími proti Velké Británii. V roce 1783 byl ostrov vrácen zpět Británii na základě Pařížské smlouvy, která konflikt urovnala. V roce 1834 bylo na Montserratu zakázáno otroctví.
Během 19. století měly klesající ceny cukru negativní dopad na místní ekonomiku. Velké statky přestaly být rentabilní, půda přecházela mezi drobné vlastníky a důležitou plodinou se staly limetky.
V 70. letech 20. století se ostrov stal oblíbenou destinací světových hudebníků a zpěváků, kteří si zde při natáčení užívali teplé klima. Slibný rozvoj cestovního ruchu byl přerušen dvěma katastrofami na přelomu 20. a 21. století.

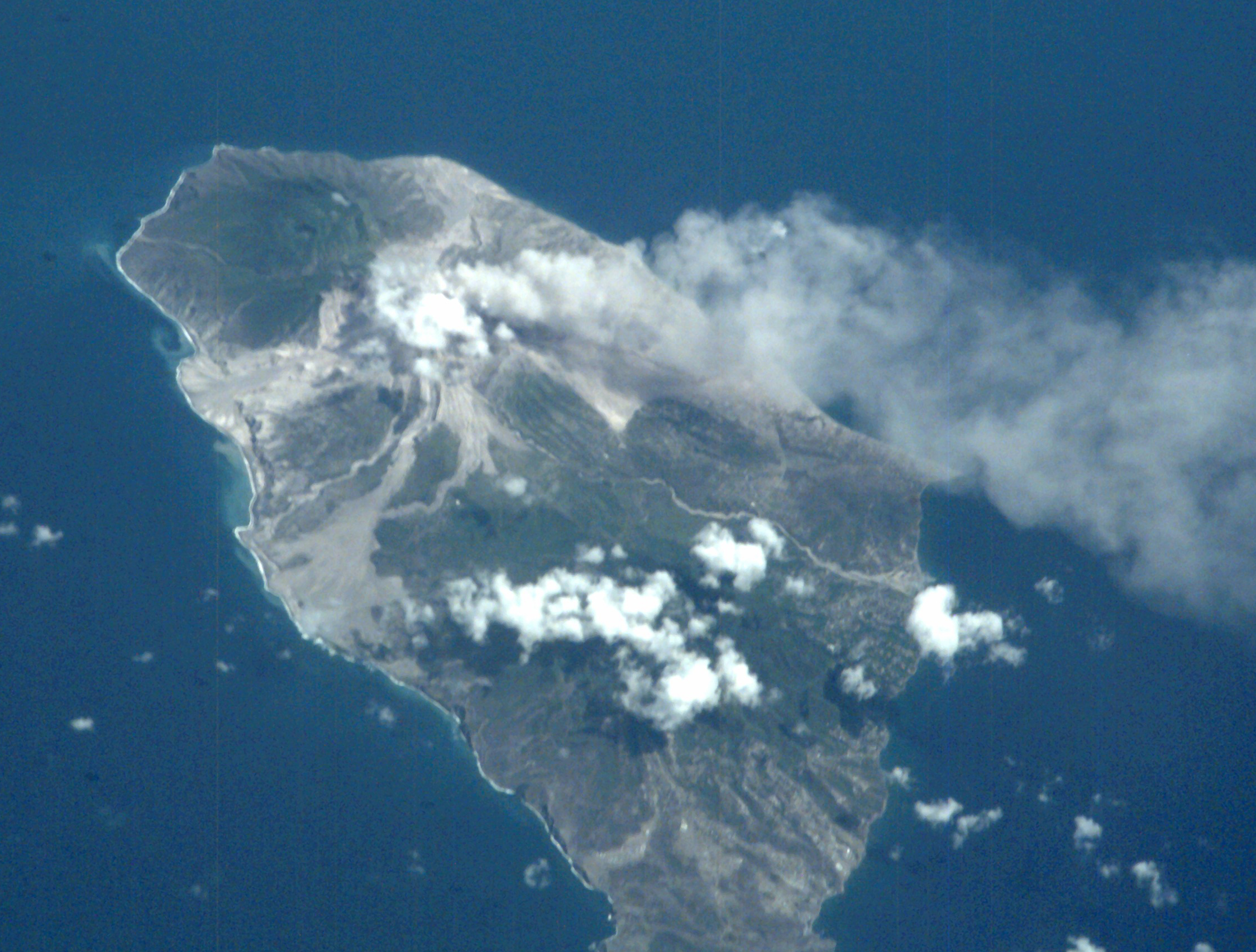
Výbuch vulkánu v roce 1995

V říjnu 1989 udeřil na ostrov hurikán Hugo, který zničil drtivou většinu infrastruktury na ostrově; během několika let byly škody opraveny a počet turistů opět narůstal, avšak přišla další katastrofa. V červenci roku 1995 se sopka Soufrière, která byla považována za nečinnou, probudila k životu. Erupce pohřbila hlavní město Plymouth vrstvou bahna více než jeden metr silnou. Letiště a přístav byly zničeny, jižní polovina ostrova se stala neobyvatelnou a polovina obyvatel byla nucena Montserrat opustit. Občasné erupce sopky nadále pokračují, většinou se však omezují pouze na sopečný popel postihující nyní již neobydlenou jižní část. Některé erupce však zasahují i na sever.
V únoru 2005 bylo otevřeno nové letiště a v zátoce Little Bay, mimo dosah erupcí, je budováno nové hlavní město a přístav.

## Symboly
Ostrov Montserrat, závislé území Spojeného království, užívá vedle britských symbolů i své vlastní.

### Vlajka
Vlajka ostrova Montserrat je tvořena britskou modrou státní námořní vlajkou (Blue Ensign) o poměru stran 1:2 s montserratským vlajkovým emblémem (anglicky badge) ve vlající části.

### Znak
Znak Montserratu je tvořen modro-hnědým štítem, s postavou ženy, oblečené do zeleného roucha, která objímá černý kříž a drží zlatou harfu.

## Geografie
Plocha ostrova je asi 104 km² a nadále se zvětšuje díky přemisťování materiálu sopečnou činností z nitra ostrova na pobřeží. Montserrat je asi 16 km dlouhý a přibližně 11 km široký. Pobřeží je tvořeno dramatickými útesy vysokými 15 až 30 m, mezi nimiž jsou rozesety písečné pláže. K Montserratu patří dva ostrůvky: Little Redonda a Virgin.

## Politika
Montserrat je samosprávné zámořské území Spojeného království. Výbor OSN pro dekolonizaci zařadil Montserrat na seznam nesamosprávných území OSN. Hlavou ostrova je král Karel III., zastoupený jmenovaným guvernérem. Výkonnou moc vykonává vláda, zatímco premiér je hlavou vlády. Premiér je jmenován guvernérem z řad členů zákonodárného shromáždění, které se skládá z devíti volených členů. Vůdce strany s většinou křesel je obvykle ten, kdo je jmenován.  Zákonodárná moc je svěřena jak vládě, tak zákonodárnému shromáždění. Shromáždění také zahrnuje dva členy ex officio, generálního prokurátora a finančního tajemníka. 

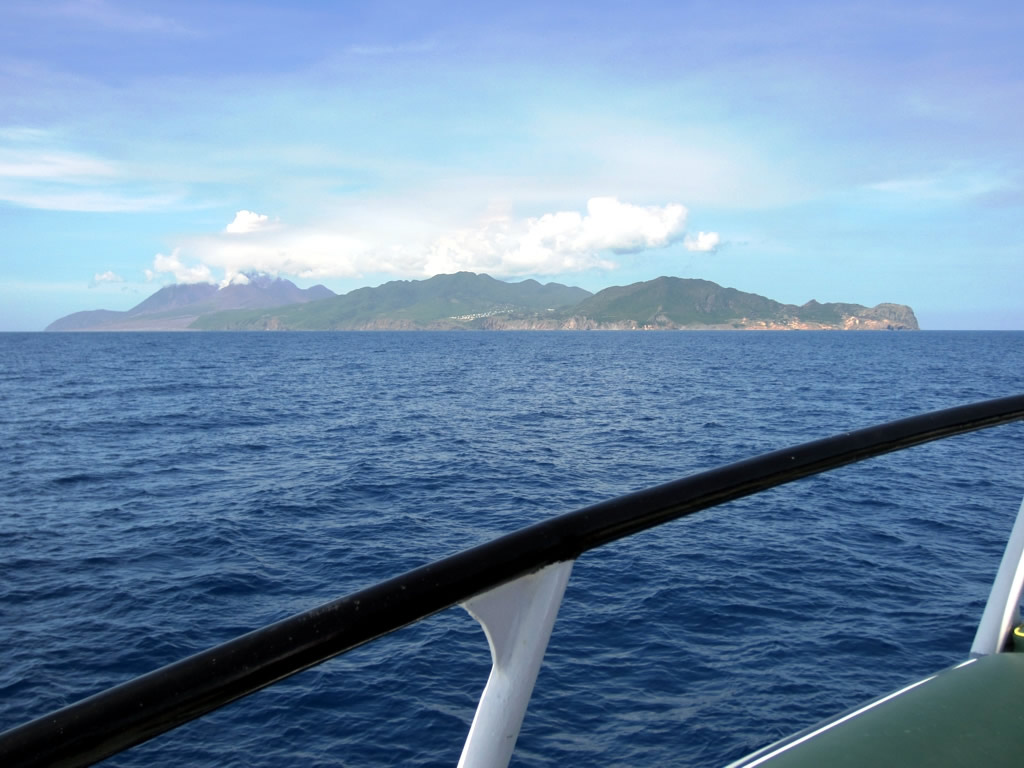
Montserrat

Soudnictví je nezávislé na výkonné a zákonodárné moci.